# Суражково
Суражково (пол. Surażkowo) — село в Польщі, у гміні Супрасль Білостоцького повіту Підляського воєводства.
Населення — 20 осіб (2011).
У 1975-1998 роках село належало до Білостоцького воєводства.

## Демографія
Демографічна структура станом на 31 березня 2011 року:
|          | Загалом | Допрацездатний вік | Працездатний вік | Постпрацездатний вік |
| -------- | ------- | ------------------ | ---------------- | -------------------- |
| Чоловіки | 11      | 0                  | 5                | 6                    |
| Жінки    | 9       | 0                  | 0                | 9                    |
| Разом    | 20      | 0                  | 5                | 15                   |